# 津波響樹
津波 響樹（つは ひびき、Hibiki TSUHA、1998年1月21日 - ）は、沖縄県・豊見城市出身の陸上競技選手。専門は走幅跳で、自己ベストは日本歴代4位の8m23cm（+0.6m）。2020年東京オリンピックの日本代表。

## 経歴
沖縄県豊見城市出身。豊見城市立伊良波中学校、沖縄県立那覇西高等学校、東洋大学を卒業したのち今日では大塚製薬に所属し、プロアスリートとして活躍している。

### 高校時代
沖縄県立那覇西高等学校に進学し、陸上競技部に入部した。高校三年次に走幅跳インターハイに出場し、6位入賞を果たした。

### 社会人時代
2020年東京オリンピックの陸上競技男子走幅跳では、7m61で26位となり予選で敗退をした。

## 自己ベスト
| 種目   | 記録   | 風速   | 開催場所              | 年月日        | 備考           |
| ------ | ------ | ------ | --------------------- | ------------- | -------------- |
| 100ｍ  | 10秒47 | +1.2ｍ | 日本 愛知県名古屋市   | 2016年9月22日 |                |
| 走幅跳 | 8m23cm | +0.6m  | 日本 福井県福井市     | 2019年8月17日 | 日本歴代4位    |
| 走幅跳 | 8m26cm | ＋2.3m | 日本 神奈川県相模原市 | 2019年5月24日 | 追い風参考記録 |